# Jocurile Olimpice de iarnă din 1932
A III-a ediție a Jocurilor Olimpice de iarnă s-a desfășurat la Lake Placid, New York, SUA în perioada 4 februarie - 15 februarie 1932.

## Organizare
- Orașe candidate: Montréal (Canada) și șapte orașe americane: Lake Placid, Bear Mountain, Yosemite Valley, Lake Tahoe, Duluth, Minneapolis și Denver.
- Este pentru prima dată când continentul american este gazda Jocurilor Olimpice de iarnă.
- Pentru prima dată se introduce podiumul pentru premierea oficială a celor trei câștigători.
- Din cauza distanțelor mari și a costurilor ridicate, numărul participanților la aceste Jocuri s-a diminuat: 252 de sportivi din 17 țări față de 464 de sportivi din 25 de țări la ediția precedentă.

## Evenimente marcante
- Americanul Edward Eagan a câștigat o medalie de aur la bob după ce la Jocurile Olimpice de vară din 1920 a câștigat o medalie de aur la box.

## Sporturi
- Bob
- Combinata nordică
- Hochei pe gheață
- Patinaj artistic
- Patinaj viteză
- Sărituri cu schiurile
- Schi fond

## Țări participante
| - Austria - Belgia - Canada - Cehoslovacia - Elveția - Finlanda - Franța - Germania - Italia |  | - Japonia - Marea Britanie - Norvegia - Polonia - România - Suedia - Statele Unite ale Americii - Ungaria |

## Clasament pe medalii
Legendă
      Țara gazdă
| Loc   | CON                              | Aur | Argint | Bronz | Total |
| ----- | -------------------------------- | --- | ------ | ----- | ----- |
| 1     | Statele Unite ale Americii (USA) | 6   | 4      | 2     | 12    |
| 2     | Norvegia (NOR)                   | 3   | 4      | 3     | 10    |
| 3     | Suedia (SWE)                     | 1   | 2      | 0     | 3     |
| 4     | Canada (CAN)                     | 1   | 1      | 5     | 7     |
| 5     | Finlanda (FIN)                   | 1   | 1      | 1     | 3     |
| 6     | Austria (AUT)                    | 1   | 1      | 0     | 2     |
| 7     | Franța (FRA)                     | 1   | 0      | 0     | 1     |
| 8     | Elveția (SUI)                    | 0   | 1      | 0     | 1     |
| 9     | Germania (GER)                   | 0   | 0      | 2     | 2     |
| 10    | Ungaria (HUN)                    | 0   | 0      | 1     | 1     |
| Total | Total                            | 14  | 14     | 14    | 42    |

## România la JO 1932
A fost a doua participare a României la Olimpiada de iarnă. România a participat cu o delegație formată din 17 sportivi care au concurat la două discipline: bob și schi. Cel mai bun rezultat:
- Locul 7, proba de bob 5 persoane.